# لي ستاك
السير لي ستاك (بالإنجليزية: Lee Stack) هو اللواء لي أوليفير فيتزماورس ستاك (1868 - 1924)
سردار الجيش المصري وحاكم السودان العام إبان الاحتلال البريطاني المصري للسودان أو ما يعرف بـالحكم الثنائي.
أحد موظفي الدفاع البريطانيين الكبار، انضم إلى قوات الحدود عام 1888، نُقل إلى قيادة الجيش المصري عام 1899، ثم عُيّن قائدا لقوة السودان عام 1902، ثم أصبح وكيل السودان ومدير المخابرات العسكرية عام 1908، تقاعد عام 1910 وأصبح سكرتيرا مدنيا لحكومة السودان في الفترة من 1913 حتى 1916 ثم عُيّن حاكما عاما للسودان وسردارا (قائد) للجيش المصري من 1917 إلى 1924.

## اغتياله
قامت مجموعة من الشباب المصري بإلقاء قنبلة على موكب السير لي ستاك أثناء خروجه من مكتبه بوزارة الحربية قاصدا بيته بالزمالك، كما أطلقت سبع رصاصات فأُصيب السردار بجرح خطير في بطنه كما أصيب الياور والسائق وقد وضع الحادث حكومة سعد زغلول باشا في مأزق مما دفعه لأن يدلي بتصريح يدين الحادث 
 وفي يوم الجمعة 21 نوفمبر توفي السردار متأثرا بجراحه فازداد الموقف اشتعالا مما أدى إلى إعلان الحكومة المصرية عن مكافأة عشرة آلاف جنية لمن يرشد البوليس عن الجناة وقد جاء في جريدة Evening News اللندنية الصادرة يوم السبت 22 نوفمبر:
 وفي يوم 23 نوفمبر وفي الساعة الخامسة بعد الظهر أقبل على دار رئاسة الوزراء المندوب السامي البريطاني حيث قابل رئيس الحكومة سعد زغلول باشا وقدّم إليه البلاغ الرسمي البريطاني في واقعة مقتل السير لي ستاك وكان نص البلاغ كالآتي:
- المطالبة بالاعتذار
- متابعة الجناة
- منع كل مظاهرات شعبية سياسية
- دفع غرامة قدرها نصف مليون جنيه
- إصدار الأوامر بإرجاع جميع الوحدات المصرية من السودان
- إبلاغ المصلحة المختصة أن حكومة السودان ستزيد مساحة الأطيان التي تزرع في الجزيرة في السودان من 300,000 إلى عدد غير محدود

في يوم الاثنين 24 نوفمبر وفي رد مصري سريع على بلاغ الحكومة البريطانية صدرت أوامر بترحيل القوات المصرية من السودان، كما استقالة الحكومة السعدية وتم حل البرلمان .
في يوم الأربعاء 13 مايو عام 1925 تم تقديم تسعة متهمين للمحاكمة بتهمة اغتيال السير لي ستاك وهم:
- عبد الفتاح عنايت - طالب بمدرسة الحقوق - 22 سنة
- عبد الحميد عنايت - طالب بمدرسة المعلمين - 19 سنة
- إبراهيم موسى - باش خراط بالعنابر - 31 سنة
- محمود راشد أفندي - مساعد مهندس تنظيم - 33 سنة
- إبراهيم محمد - براد بالعنابر - 22 سنة
- راغب حسن - نجار بمصلحة التلغراف - 23 سنة
- شفيق أفندي منصور - محامي - 37 سنة
- محمود أفندي إسماعيل - موظف بالأوقاف
- محمود صالح محمود - سائق السيارة الأجرة

وفي يوم الاثنين 8 يونيو صدرت الأحكام على المتهمين الثمانية الأوائل بالإعدام شنقا والحبس سنتين مع الشغل للسائق .